# Coropceni
Coropceni è un comune della Moldavia situato nel distretto di Telenești di 14.400 abitanti al censimento del 2017.